# Luciano di Nápoli (político)
Luciano di Nápoli (Santa Rosa, 3 de febrero de 1980) es un político argentino. Abogado, exdiputado provincial y actualmente Intendente de la ciudad de Santa Rosa, capital de la provincia de La Pampa, por el Partido Justicialista. Desde el 10 de diciembre de 2019 se desempeña como intendente de la ciudad de Santa Rosa, capital de la provincia de La Pampa, cargo que ocupa por segundo mandato consecutivo (2019–2023) y (2023–2027). Anteriormente fue diputado provincial por el Partido Justicialista entre los años 2011 y 2015.

## Biografía

### Primeros años y formación
Nació el 3 de febrero de 1980 en Santa Rosa, La Pampa, en el seno de una familia con fuerte tradición política. Su padre, Emir Orlando di Napoli (1943-2004), fue dos veces diputado provincial y candidato a gobernador en 1991. Su abuelo, Orlando Néstor di Napoli, también fue diputado provincial en 1963 y referente del radicalismo pampeano. Luciano di Nápoli se identificó desde su juventud con el peronismo, espacio donde desarrolló toda su carrera política.
Cursó sus estudios primarios en la Escuela Normal Clemente José Andrada y los secundarios en el Instituto Pampeano de Enseñanza Media (IPEM), egresando en 1997. Estudió abogacía en la Universidad de Buenos Aires, donde comenzó a militar en la agrupación universitaria NBI que pertenecía a la red de agrupaciones independientes de la UBA.
Al finalizar sus estudios, de vuelta en Santa Rosa, se incorporó al estudio jurídico "di Napoli-Decristofano y asociados", con más de 45 años de trayectoria en el derecho civil, penal y laboral en todo el ámbito de la provincia.
También ha sido dos veces vicepresidente del Club All Boys de Santa Rosa. 

### Diputado Provincial (2011-2015)
En 2011 fue electo diputado provincial por el Partido Justicialista, desempeñándose hasta 2015. Durante su gestión impulsó diversas iniciativas legislativas, entre ellas la modificación de la Ley Orgánica de la Policía de La Pampa, promoviendo la conducción civil de la fuerza, y la implementación de un sistema de radarización en las principales avenidas de la capital pampeana. También presentó proyectos relacionados con el fortalecimiento del sistema judicial, como la separación funcional entre el Ministerio Público de la Defensa y el Ministerio Fiscal. 

## Intendente de Santa Rosa

### Primer mandato
En septiembre de 2018 anunció su candidatura a la intendencia de Santa Rosa. Tras ganar las elecciones internas del Frente Justicialista Pampeano (FreJuPa) en febrero de 2019, se convirtió en el candidato oficial del espacio. En las elecciones generales del 19 de mayo de 2019 resultó electo intendente con el 51,81% de los votos, superando en la contienda al entonces jefe comunal Leandro Altolaguirre (UCR-Cambiemos), quien obtuvo el 27,31%. Su triunfo marcó el retorno del peronismo a la conducción del municipio.
Durante su primer mandato se enfocó en la recuperación de los servicios públicos y la realización de obras de infraestructura para salir de la emergencia sanitaria en la que se encontraba la ciudad. Entre las principales acciones se destacan la renovación de redes de cloacas y agua potable, la pavimentación de calles en distintos barrios y sectores estratégicos de la ciudad. También la creación del Mercado Municipal como espacio de vinculación directa entre productores y consumidores locales. En materia de transporte público, la creación del Ente Municipal de Transporte Urbano (EMTU) que se hizo cargo del servicio que había sido virtualmente abandonado por la empresa privada prestadora. También se impulsaron políticas vinculadas a la higiene urbana, como la implementación del programa Santa Rosa Ambiental, y se fortalecieron proyectos de economía social con apoyo a cooperativas de trabajo.

### Reelección en 2023
En las elecciones municipales del 14 de mayo de 2023 fue reelegido Intendente de Santa Rosa tras imponerse frente al candidato radical Francisco Torroba. Con el 99,63% de las mesas escrutadas, di Nápoli obtuvo 26.638 votos (44,09%), mientras que Torroba reunió 24.645 votos (40,79%). De esta manera se convirtió en el segundo intendente en la historia de Santa Rosa en obtener la reelección.
En su segundo mandato profundizó la política de inversión en infraestructura, con obras importantes como la pavimentación de la Av. Felice, y los corredores Stieben y Juana Azurduy. Se puso énfasis en la recuperación de los espacios públicos con un criterio urbanístico de promover espacios de integración comunitaria de calidad. Se lanzó el Plan Municipal de Seguridad Vial, para mejorar el ordenamiento del tránsito y la prevención de siniestros, incluyendo campañas de concientización, instalación de radares y cámaras, controles de circulación, obras de infraestructura vial y tareas permanentes de señalización y demarcación en distintos sectores de la ciudad. 
Uno de los proyectos más relevantes de este período ha sido la creación del Parque Lineal en los terrenos en desuso de la traza del ferrocarril. Concebido como una obra de transformación urbana, promueve la integración y el acceso popular a espacios recreativos de calidad.
A fines de junio de 2025 será inaugurada la obra de la semipeatonalización del microcentro de la ciudad.